# Rock-Ola
Rock-Ola è un'azienda statunitense, nota soprattutto per la produzione di jukebox. In passato aveva distribuito armi da fuoco, videogiochi arcade e altri articoli.

## Storia

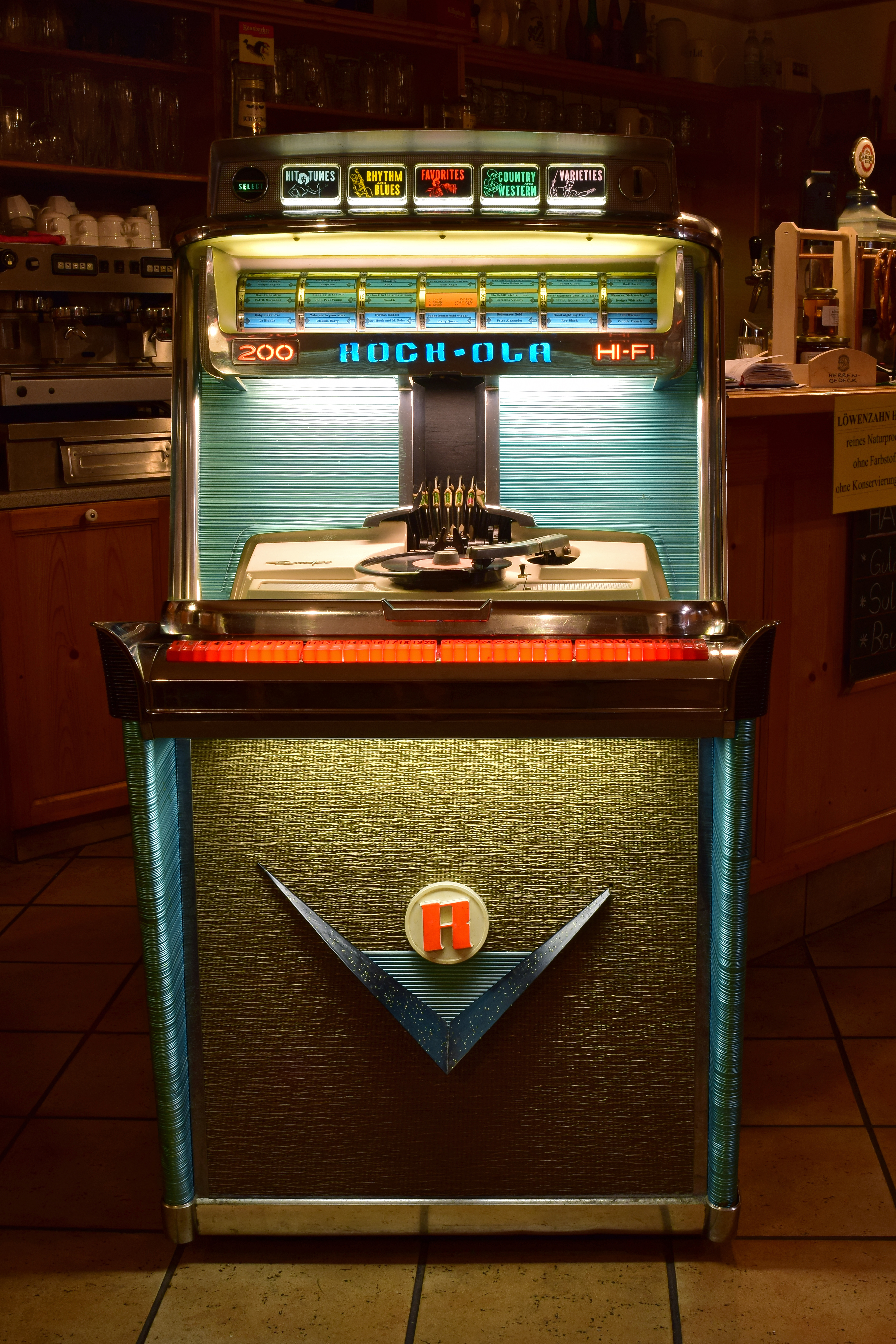
Un jukebox Rock-Ola prodotto nel 1960

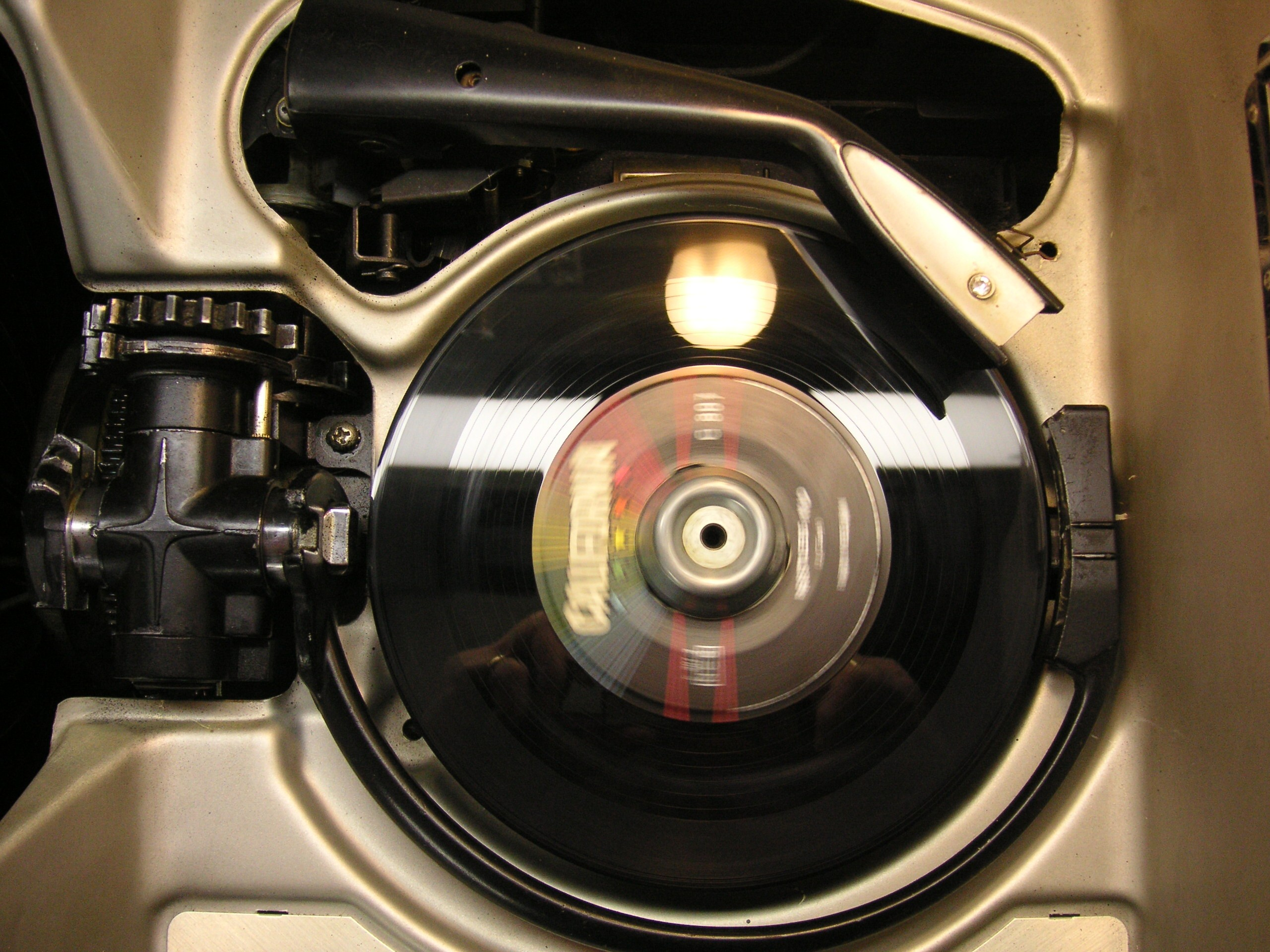
Un jukebox Rock-Ola modello Capri II

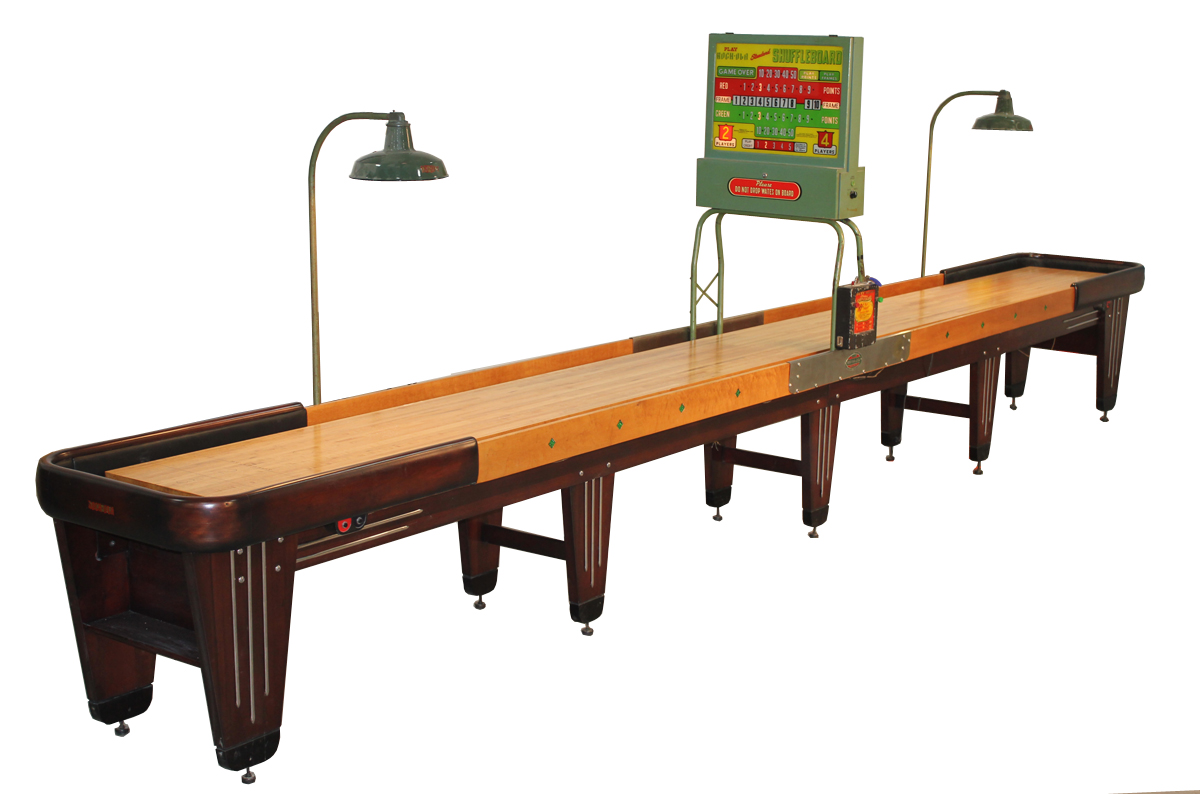
Uno shuffleboard Rock-Ola

L'azienda nacque a Chicago sotto il nome di Rock-Ola Scale Company nel 1927 per iniziativa di David C. Rockola, che le dette la denominazione utilizzando il proprio cognome: poiché esso veniva spesso pronunciato non correttamente dalle altre persone, egli mise un trattino dopo la lettera "k". David C. Rockola si lanciò in quest'avventura per lasciarsi definitivamente alle spalle i suoi trascorsi di affiliato alla mala di Chicago, avendo in quel periodo rischiato anche di finire in carcere. Nel 1932 il nome della ditta divenne Rock-Ola Manufacturing Corporation. Resistette gagliardamente alla Grande Depressione, tanto che alla fine del 1935 erano stati venduti già più di 400.000 jukebox. Proprio in quel periodo l'azienda iniziò a sfornare anche altri prodotti, in particolare materiale per l'arredamento.
Durante la seconda guerra mondiale, Rock-Ola divenne la principale ditta fornitrice di fucili M1 e altre armi da fuoco per l'esercito statunitense. Sempre in quegli anni utilizzò il suo stabilimento per la produzione di indumenti protettivi e uniformi da lavoro.
Negli anni 50 l'azienda puntò nuovamente sui jukebox, ma fece parlare anche per la commercializzazione di shuffleboard.
Nel decennio successivo Rock-Ola lanciò i primi flipper.
Nei primi anni 80 Rock-Ola creò una divisione dedicata ai videogiochi arcade, che venne guidata dal figlio di David C. Rockola, Donald, anche se fu la SNK a utilizzare principalmente questa piattaforma sviluppando e commercializzando la maggior parte dei titoli. Due di essi divennero particolarmente popolari: Eyes e Nibbler.
Rock-Ola ottenne nel 1981 da Namco il nulla osta per la distribuzione di Warp Warp, così come quella relativa a Jump Bug, prodotto da Hoei.
Nel 1982 Rock-Ola usò il sistema Vectorbeam di Cinematronics per sviluppare i giochi Demon e QB-3, produsse Pioneer Balloon e ottenne le licenze da Sanritsu per la creazione di Mermaid; realizzò inoltre Survival (clone di Phoenix) e Levers (clone di Galaxian). Un altro gioco, Suzam, rimase sotto forma di prototipo.
Con la crisi dei videogiochi del 1983, Rock-Ola abbandonò rapidamente questo settore.
Nel 1992, un anno prima che morisse David C. Rockola, il gruppo Antique Apparatus Company acquistò l'azienda, la cui sede fu quindi trasferita a Torrance, in California. Oggi la ditta è tra le pochissime che ancora producono jukebox per gli esercizi commerciali: a essi ha affiancato la vendita degli apparecchi destinati ai privati.
I più recenti jukebox commerciali Rock-Ola dispongono di touchscreen, amplificatori di potenza Peavey e servizi di download di musica digitale insieme ai contenuti pubblicitari diffusi tramite la rete AMI. Oltre alle famose versioni Jack-Daniel e Harley-Davidson, Rock-Ola ha introdotto una versione "DeLuxe" con finitura Glossy Black o White per il suo CD Bubblers 100 o Music-Centres / MP3, tutti modelli di buonissima fattura e di grande successo nell'ambito dei jukebox retrò.

## Videogiochi Rock-Ola
- Armor Attack (1980)
- Demon (1982)
- Eyes (1982)
- Fantasy (1981)
- Jump Bug (1981)
- Levers (1983)
- Mermaid (1982)
- Nibbler (1982)
- Pioneer Balloon (1982)
- QB-3 (1982)
- Rocket Racer (1983)
- Star Castle (1980)
- Survival (1982)
- Warp & Warp (1981)